# 藍上
藍上（あいがみ）は、日本のタレント、歌手、女優。

## テレビ
- アウト×デラックス(フジテレビ、2015年11月5日)
- ビートたけしの禁断の大暴露!!超常現象(秘)Xファイル・オカルト国民総決起集会スペシャル!!(テレビ朝日、2015年12月27日)
- ファミ劇でも20時間生放送やれんのか?!(CS/ファミリー劇場、2016年1月10・11日)
- 1個だけイエロー(名古屋テレビ、2016年2月24日)
- 千原ワク×ワク会議(日本テレビ、2016年7月13日)
- 福田彩乃のハツモノ(東海テレビ、2016年9月21日)
- 世界の衝撃ストーリー(テレビ東京、2016年11月19日)
- 田村淳の地上波ではダメ!絶対!(BSスカパー!、2019年6月22日)

## ラジオ
- WEBラジオ 山口敏太郎の日本大好き(2015年11月22日100回記念公開収録、118回)
- FM NACK5 セイタロウ&ケイザブローおとこラジオ(2016年8月5日)

## インターネット放送
- Happyアニヲタ女子(2015年12月)
- JFL2016 サッカー中継(ミストチャンネル、2016年5月-)
- TKOの生でUFOを呼ぶ!!!(AbemaTV、2016年5月15日)
- X-ファイル2016DVDリリース記念“UFOを呼ぶ男“武良信行、ニコ生中にUFOを召還!(エンタジャムチャンネル、2016年6月24日)
- AbemaTV出てみない(AbemaTV、2016年7月30日)

## ライブ・イベント
- 怪談ぁみ語2015春(2015年4月21日)
- 山口敏太郎の東京怪談倶楽部2(2015年8月7日)
- 魁アイドル学園～モーレツアイドル歌謡祭～(2015年9月21日)
- 宇宙人コンテストin福島第2回(2015年10月17日)
- 浅草女子怪談
  - 第七首(2015年10月25日)
  - 千秋楽 花やしき座(2015年12月27日)
- 山口敏太郎×大槻ケンヂ「昭和ゆるゆる大図鑑」(2016年2月11日)
- 痛ドルプロレスリングライブ(2016年3月26日)
- 恵比寿BATICA(2016年4月21日)
- 東京がーるずみゅーじあむ
  - vol.2(2016年5月23日)
  - vol.8(2016年11月8日)
- Schatzberg!恵比寿BATICA(2016年6月23日)
- 銚子にUFOを呼ぼう(2016年7月24日)
- 肉人さんいらっしゃい、UFO召喚イベント(2016年11月2日、3日)
- Live-A2Z 日暮里プロモボックス!(2016年11月19日)
- 八戸ダイハツスタジアム UFO召喚LIVE(2016年11月6日)

## 単独イベント
- 藍上式☆奇怪千万オカルト教室(2015年11月20日-定期開催)

## MC
- お笑いライブTEPPEN.221　(2015年6月30日)

## 新聞
- 東京スポーツ(2016年7月22日・11月8日)

## その他
- ファミリー劇場「緊急検証!シリーズ」第二回オカルトスター

## ディスコグラフィ

### アルバム
| 発売日        | アルバム              | タイトル                                                                       |
| ------------- | --------------------- | ------------------------------------------------------------------------------ |
| 2015年12月2日 | ぽっぽタイムザBランチ | ベントラーのうた                                                               |
| 2015年12月2日 | ぽっぽタイムザBランチ | じょうほう音痴のうた                                                           |
| 2015年12月2日 | ぽっぽタイムザBランチ | 新 まぐろ一匹大将っ!                                                           |
| 2015年12月2日 | ぽっぽタイムザBランチ | ぽっぽタイムザBランチ(藍上教集会ライブ風)                                      |
| 2015年12月2日 | ぽっぽタイムザBランチ | 【夢日記】夢の中でも散歩してた                                                 |
| 2015年12月2日 | ぽっぽタイムザBランチ | 【夢日記】チューインガムに似ている長方形の物体                                 |
| 2015年12月2日 | ぽっぽタイムザBランチ | ベントラーのうた(ゆんゆんmix)                                                  |
| 2015年12月2日 | ぽっぽタイムザBランチ | 【夢日記】自分の上に2つのビルが、交差するように倒れてきた                      |
| 2015年12月2日 | ぽっぽタイムザBランチ | 何も考えない/直感                                                              |
| 2015年12月2日 | ぽっぽタイムザBランチ | 不思議な時間/高次元宇宙狐になる                                                |
| 2015年12月2日 | ぽっぽタイムザBランチ | 【夢日記】私の運転で家族をのせ、山道をドライブしておりました(ボーナストラック) |

### シングル
| タイトル  | 発売日         | 作詞・作曲  |
| --------- | -------------- | ----------- |
| Lie       | 2015年11月28日 | Inu Machine |
| Träumerei | 2015年11月28日 | Inu Machine |